# Јужни Јоркшир
Јужни Јоркшир (енгл. South Yorkshire) је традиционална грофовија Енглеске.